# Begonia subcaudata
Espèce
Begonia subcaudata est une espèce de plantes de la famille des Begoniaceae. Ce bégonia est originaire de Bolivie. L'espèce fait partie de la section Hydristyles. Elle a été décrite en 1944 par Lyman Bradford Smith (1904-1997) et Bernice Giduz Schubert (1913-2000), à la suite des travaux de Henry Hurd Rusby (1855-1940). L'épithète spécifique subcaudata est formé du préfixe « sub- », presque, légèrement, assez, et de caudata, munie d'une queue, ce qui signifie donc « qui a une queue courte ».

## Répartition géographique
Cette espèce est originaire du pays suivant : Bolivie.